# Goldie Sayers

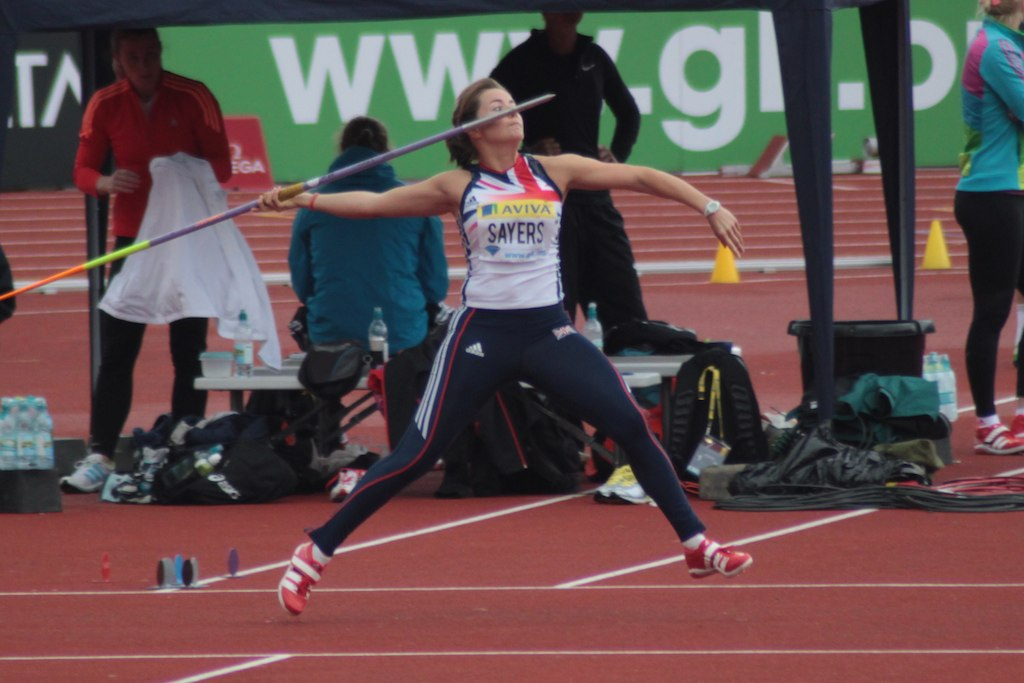
Goldie Sayers 2012

Goldie Sayers (* 16. Juli 1982 in Newmarket; eigentlich Katherine Sayers) ist eine britische Speerwerferin. Sie ist dreifache Olympiateilnehmerin und hält den Landesrekord im Speerwurf.

## Werdegang
Sayers ließ erstmals aufhorchen, als sie in der Saison 2001 mehrere Juniorentitel gewann und auch Juniorenrekorde verbesserte. In dieser Saison wurde sie zum Kapitän des britischen U20-Teams ernannt. Im Jahr darauf belegte sie bei den Commonwealth Games in Manchester den sechsten Platz.
Zwischen 2003 und 2007 gewann Sayers fünf Mal in Folge die britische Meisterschaft, verfehlte aber bei internationalen Wettkämpfen stets vordere Platzierungen. Bei ihrem Olympiadebüt 2004 in Athen konnte sie sich nicht für das Finale qualifizieren, bei den Weltmeisterschaften 2005 und den Europameisterschaften 2006 wurde sie jeweils Zwölfte.
Zu Beginn der Saison 2007 verbesserte sie bei einem Sportfest an der Loughborough University, wo sie auch studiert, den fünf Jahre alten britischen Landesrekord von Kelly Morgan um 18 Zentimeter auf 65,05 m. Diese Leistung bestätigte sie dann am 3. Juni 2007 beim Norwich Union Glasgow Grand Prix, als sie bei regnerischer Witterung 63,59 m warf und in dem international besetzten Feld unter anderem die Europameisterin Steffi Nerius und die Weltmeisterin Barbora Špotáková hinter sich ließ. Die sieben Wochen später stattfindenden Weltmeisterschaften verlief dagegen enttäuschend: mit 57,23 m – ihre schlechteste Saisonweite – scheiterte sie als 18. in der Qualifikation.
Im März 2008 gewann Sayers mit einer Weite von 63,65 m in Split den Winterwurf-Europacup. Im August 2008 ging sie in Peking zum zweiten Mal bei Olympischen Spielen an den Start. Im Finale des olympischen Wettkampfs verbesserte sie ihren eigenen Landesrekord auf 65,75 m und gewann als zunächst Viertplatzierte nach der Dopingbedingten Disqualifikation der Silbermedaillengewinnerin Marija Abakumowa im Jahr 2016 die Bronzemedaille.
Bei den Weltmeisterschaften 2009 überstand sie nicht die Qualifikation. Zwei Jahre später wurde sie Zehnte der Weltmeisterschaften in Daegu. Bei den Europameisterschaften 2012 in Helsinki erreichte Sayers Platz vier. Kurz darauf verbesserte sie den britischen Rekord auf 66,17 m. Bei den Olympischen Spielen in London erreichte sie jedoch verletzungsbedingt nicht das Finale.